# Montsaleviidae
Montsaleviidae es una familia de foraminíferos bentónicos de la superfamilia Ataxophragmioidea, del suborden Ataxophragmiina y del orden Loftusiida. Su rango cronoestratigráfico abarca desde el Berrasiense hasta el Valanginiense (Cretácico inferior).

## Discusión
Clasificaciones previas hubiesen incluido Montsaleviidae en el suborden Textulariina del orden Textulariida o en el orden Lituolida.

## Clasificación
Montsaleviidae incluye a los siguientes géneros:
- Montsalevia †